# Zonica Lindeque
Zonica Lindeque (* 23. Februar 2004) ist eine südafrikanische Leichtathletin, die im Kugelstoßen sowie im Diskuswurf an den Start geht.

## Sportliche Laufbahn
Erste internationale Erfahrungen sammelte Zonica Lindeque im Jahr 2022, als sie bei den Afrikameisterschaften in Port Louis mit einer Weite von 15,79 m auf Anhieb die Bronzemedaille hinter ihrer Landsfrau Ischke Senekal und Carine Mékam aus Gabun gewann.

## Persönliche Bestleistungen
- Kugelstoßen: 15,79 m, 8. Juni 2022 in Port Louis
- Diskuswurf: 49,96 m, 21. April 2022 in Kapstadt